# Krangelören
Krangelören är en ö i Åland (Finland). Den ligger i Skärgårdshavet och i kommunen Kumlinge i landskapet Åland, i den sydvästra delen av landet. Ön ligger omkring 55 kilometer nordöst om Mariehamn och omkring 230 kilometer väster om Helsingfors.
Öns area är 9 hektar och dess största längd är 410 meter i sydöst-nordvästlig riktning.
Runt Krangelören är det mycket glesbefolkat, med 5 invånare per kvadratkilometer.